# Pseudochorisodontium
Pseudochorisodontium là một chi rêu trong họ Dicranaceae.